# Sam Gejdenson
Samuel Gejdenson, detto Sam (Eschwege, 20 maggio 1948), è un politico statunitense, membro della Camera dei rappresentanti per lo stato del Connecticut dal 1981 al 2001.

## Biografia
Nato in Germania da padre bielorusso e madre lituana, Gejdenson crebbe negli Stati Uniti, dove la sua famiglia si trasferì.
Dopo gli studi si impegnò in politica con il Partito Democratico, dapprima con incarichi locali e poi venendo eletto deputato alla Camera dei rappresentanti.
Gejdenson fu riconfermato dagli elettori per altri nove mandati, sebbene in più occasioni dovette affrontare competizioni molto serrate.
Nel 2000 perse le elezioni contro il candidato repubblicano Rob Simmons e lasciò il Congresso dopo vent'anni di servizio.
Dopo la sconfitta elettorale Gejdenson abbandonò la politica per dedicarsi alla gestione di una sua società.
Sei anni dopo aver lasciato il seggio, appoggiò la campagna elettorale di Joe Courtney, democratico, che rivinse il seggio del Connecticut togliendolo a Simmons.